# Miagrammopes licinus
Miagrammopes licinus is een spinnensoort in de taxonomische indeling van de wielwebkaardespinnen (Uloboridae).
Het dier behoort tot het geslacht Miagrammopes. De wetenschappelijke naam van de soort werd voor het eerst geldig gepubliceerd in 1968 door Arthur Merton Chickering.